# スタンフォード・メモリアル・チャーチ

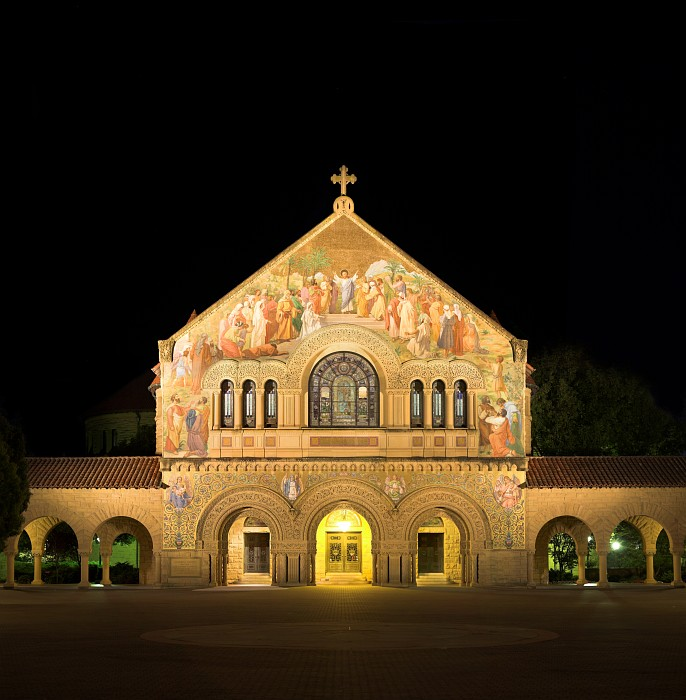
北

スタンフォード・メモリアル・チャーチ（Stanford Memorial Church）は、カリフォルニア州スタンフォードにある教会である。スタンフォード大学内に位置している。1903年に完成した。